# Copa Cataluña
La Copa Cataluña (en catalán, Copa Catalunya) es una competición regional de fútbol organizada por la Federación Catalana de Fútbol. Se disputa en sistema de eliminatorias y en ella participan los clubes de Cataluña.
Se disputa desde 1984. Es un torneo oficial organizado por la Federación Catalana de Fútbol desde 1989. En la temporada 2005-06 se puso en marcha la competición femenina.
La competición se considera heredera del antiguo Campeonato de Cataluña que se disputó entre 1903 y 1940.

## Historia

### Los precedentes. El Campeonato de Cataluña
En 1900 se creó la primera competición futbolística disputada en España, la Copa Macaya, que en 1903 se convirtió en el Campeonato de Cataluña de fútbol. Este torneo, que se disputaba en formato de liga, gozó de un gran prestigio y afición en un momento en que no existía la Liga española de fútbol. El equipo campeón participaba junto al resto de campeones regionales en la Copa de España, que hasta el inicio de la liga en 1929 era el torneo más importante del fútbol español. 
El Campeonato de Cataluña de fútbol dejó de celebrarse en 1940 a causa de la reestructuración en el fútbol español, impulsada tras la llegada al poder del régimen franquista, que suprimió todos los campeonatos regionales y obligó a los clubes catalanes a competir solamente en las competiciones organizadas por la Federación Española de Fútbol: la Liga española de fútbol y la Copa del Generalísimo. 

### Copa Generalitat (no oficial)
Una vez restablecida la democracia en España, la competición volvió a celebrarse en la temporada 1983-84 bajo el nombre de Copa Generalitat, aunque solo participaron los equipos de Tercera División. Durante las cinco primeras ediciones fue un título oficioso, ya que la Federación Catalana de Fútbol no lo consideraba como tal. Las dos primeras ediciones (1984 y 1985) se disputaron entre junio y julio para finalizar la temporada en curso. Las tres siguientes se jugaron durante un año natural a caballo de dos temporadas y siempre con problemas de calendario.

### Copa Generalitat (oficial de laFCF)
La edición de la temporada 1989-90 fue la primera organizada oficialmente por la Federación Catalana de Fútbol. La disputaron los clubes de Tercera División y también equipos de categorías inferiores. Se jugó a lo largo de la temporada deportiva y se mantuvo el formato de copa. A partir de la temporada siguiente empezaron a competir los clubes de categorías profesionales.

### Copa Cataluña (oficial de laFCF)
En la temporada 1993-94 la competición se rebautizó con el nombre de Copa Catalunya, aunque a mediados de los años 90 alternó esta denominación con la de Catalunya Cup. La competición siempre ha mantenido el sistema de eliminatorias, con variaciones puntuales cada temporada según las circunstancias (disponibilidad de fechas libres, calendario de liga, etc).
En los últimos años ha adquirido un cierto prestigio gracias al seguimiento de los medios de comunicación catalanes y a que los grandes clubes como el Barcelona y el Espanyol han presentado a sus mejores figuras en los partidos de esta competición, aunque el prestigio de la Copa Cataluña sigue lejos del esplendor de que gozó antes de 1940 a causa de las permanentes dificultades para encajar la competición en un calendario en el que predominan las competiciones ligueras.

### Supercopa de Cataluña
En la temporada 2011-12 la Federación Catalana de Fútbol creó un nuevo torneo, la Supercopa de Cataluña, que tenían que disputar a partido único los equipos de Primera División (Barcelona y Espanyol), mientras el resto de clubes catalanes jugaban la Copa Cataluña. Finalmente, esta nueva competición no llegó a disputarse y la competición volvió al formato original tras la negativa del Barcelona en aportar jugadores de la primera plantilla. En la temporada 2016-17 se repitió la situación ante el no cumplimiento de los acuerdos entre clubes y federación catalana por parte de los azulgranas.

### Copa Cataluña Amateur
En la temporada 2014-15 la Federación Catalana de Fútbol desdobló el torneo en dos competiciones. Además de la Copa Cataluña absoluta, reservada a los equipos que juegan en categorías nacionales, se creó la Copa Cataluña amateur, creada para los equipos de las categorías territoriales del fútbol catalán. El formato es similar, con eliminatorias a partido único, y se juega durante la pretemporada. Se disputó hasta la temporada 2023-24, cuando se canceló con motivo de la reestructuración de la Copa Cataluña a partir de la temporada 2024-25.

## Sistema de competición
Actualmente compiten en la Copa Cataluña todos los clubes catalanes de primera división (a partir de semifinales) y Segunda División (a partir de cuartos u octavos). También los campeones de segunda división B, tercera división y de las divisiones territoriales, además de un número variable de equipos de estas mismas divisiones cada temporada. No participan en la competición los equipos filiales.
La competición se disputa mediante eliminatorias a partido único en el campo del equipo de menor categoría. La comienzan a disputar los clubes de menor categoría, más tarde se incorporan los clubes que disputan fases de promoción de ascenso o de permanencia y posteriormente los clubes de categorías superiores hasta llegar a los de Primera División. La final se disputa a partido único en campo neutral. La competición suele disputarse a lo largo de la temporada, especialmente durante los meses de verano, por una mayor disponibilidad de fechas.

## Historial

### Copa Generalitat (ediciones no oficiales)
| Temporada | Edición     | Fecha                    | Sede                                  | Campeón     | Resultado    | Subcampeón    |
| --------- | ----------- | ------------------------ | ------------------------------------- | ----------- | ------------ | ------------- |
| 1984      | 1.ª edición | 30 de junio de 1984      | Mini Estadi, Barcelona                | Barcelona C | 3–3 (4:3 p.) | Manresa       |
| 1985      | 2.ª edición | 4 de julio de 1985       | Mini Estadi, Barcelona                | Manresa     | 0–0 (3:1 p.) | Terrassa      |
| 1986      | 3.ª edición | 10 de septiembre de 1986 | Estadi municipal, Tarrasa             | Manresa     | 5–2          | Terrassa      |
| 1987      | 4.ª edición | 10 de septiembre de 1987 | Camp municipal, Lloret                | CF Lloret   | 3–0          | San Cristóbal |
| 1988      | 5.ª edición | 11 de septiembre de 1988 | Camp municipal Narcís Sala, Barcelona | CF Lloret   | 1–1 (4:3 p.) | Sant Andreu   |

### Copa Generalitat (ediciones oficialesFCF)
| Temporada | Edición     | Fecha              | Sede                            | Campeón   | Resultado | Subcampeón |
| --------- | ----------- | ------------------ | ------------------------------- | --------- | --------- | ---------- |
| 1989-90   | 1.ª edición | 2 de junio de 1990 | Nou Estadi de Palamós, Palamós  | Blanes    | 2–0       | Gramanet   |
| 1990-91   | 2.ª edición | 4 de junio de 1991 | Camp d'Esports, Lérida          | Barcelona | 6–3       | Sabadell   |
| 1991-92   | 3.ª edición | 9 de junio de 1992 | Camp d'Esports, Lérida          | Palamós   | 3–1       | Lleida     |
| 1992-93   | 4.ª edición | 20 de mayo de 1993 | Nou Estadi municipal, Tarragona | Barcelona | 4–3       | Español    |

### Copa Cataluña (ediciones  oficialesFCF)
| Temporada                                                 | Edición      | Fecha                    | Sede                                       | Campeón                | Resultado    | Subcampeón    |
| --------------------------------------------------------- | ------------ | ------------------------ | ------------------------------------------ | ---------------------- | ------------ | ------------- |
| 1993-94                                                   | 5.ª edición  | 7 de junio de 1994       | Municipal Xevi Ramon, Vilasar de Mar       | Andorra                | 0–0 (4:2 p.) | Español       |
| 1994-95                                                   | 6.ª edición  | 20 de junio de 1995      | Estadio Olímpico, Tarrasa                  | Español                | 3–1          | Palamós       |
| 1995-96                                                   | 7.ª edición  | 13 de marzo de 1996      | Estadio Olímpico Lluís Companys, Barcelona | Espanyol               | 5–1          | Barcelona     |
| 1996-97                                                   | 8.ª edición  | 10 de junio de 1997      | Estadi municipal, Hospitalet de Llobregat  | Europa                 | 3–1          | Barcelona     |
| 1997-98                                                   | 9.ª edición  | 5 de mayo de 1998        | Mini Estadi, Barcelona                     | Europa                 | 1–1 (4:3 p.) | Barcelona     |
| 1998-99                                                   | 10.ª edición | 11 de mayo de 1999       | Camp d'Esports, Lérida                     | Espanyol               | 2–1          | Lleida        |
| 1999-2000                                                 | 11.ª edición | 16 de mayo de 2000       | Estadi Olímpic, Tarrasa                    | Barcelona              | 3–0          | Mataró        |
| 2000-01                                                   | 12.ª edición | 13 de junio de 2001      | Camp d'Esports, Lérida                     | Balaguer               | 2–2 (4:3 p.) | Barcelona     |
| 2001-02                                                   | 13.ª edición | 7 de mayo de 2002        | Estadi Olímpic, Tarrasa                    | Terrassa               | 1–1 (4:1 p.) | Barcelona     |
| 2002-03                                                   | 14.ª edición | 18 de junio de 2003      | Nova Creu Alta, Sabadell                   | Terrassa               | 3–0          | Gavà          |
| 2003-04                                                   | 15.ª edición | 26 de agosto de 2003     | Estadi municipal de Montilivi, Gerona      | Barcelona              | 1–0          | Espanyol      |
| 2004-05                                                   | 16.ª edición | 22 de agosto de 2004     | Nou Estadi municipal, Tarragona            | Barcelona              | 2–0          | Espanyol      |
| 2005-06                                                   | 17.ª edición | 5 de septiembre de 2006  | Estadi municipal de Montilivi, Gerona      | Espanyol               | 1–0          | Barcelona     |
| 2006-07                                                   | 18.ª edición | 5 de junio de 2007       | Nova Creu Alta, Sabadell                   | Barcelona              | 1–1 (5:4 p.) | Espanyol      |
| 2007-08                                                   | 19.ª edición | 11 de septiembre de 2007 | Nou Estadi de Palamós, Palamós             | Gimnàstic de Tarragona | 2–1          | Barcelona     |
| 2008-09                                                   | 20.ª edición | 8 de octubre de 2008     | La Devesa, San Carlos de la Rápita         | Sant Andreu            | 2–1          | Espanyol      |
| 2009-10                                                   | 21.ª edición | 1 de diciembre de 2010   | Nova Creu Alta, Sabadell                   | Espanyol               | 2–1          | Barcelona     |
| 2010-11                                                   | 22.ª edición | 9 de agosto de 2011      | Nou Estadi municipal, Tarragona            | Espanyol               | 3–0          | Barcelona     |
| 2011-12                                                   | 23.ª edición | 12 de septiembre de 2012 | Estadi municipal de Manlleu, Manlleu       | Gimnàstic de Tarragona | 1–0          | Manlleu       |
| 2012-13                                                   | 24.ª edición | 29 de mayo de 2013       | Camp d'Esports, Lérida                     | Barcelona              | 1–1 (4:2 p.) | Espanyol      |
| 2013-14                                                   | 25.ª edición | 21 de mayo de 2014       | Estadi municipal de Montilivi, Gerona      | Barcelona              | 0–0 (3:2 p.) | Espanyol      |
| 2014-15                                                   | 26.ª edición | 25 de marzo de 2015      | Nou Sardenya, Barcelona                    | Europa                 | 2–1          | Girona        |
| 2015-16                                                   | 27.ª edición | 30 de marzo de 2016      | Nova Creu Alta, Sabadell                   | Sabadell               | 2–0          | Barcelona "B" |
| 2016-17                                                   | 28.ª edición | 28 de marzo de 2017      | Estadio municipal, Olot                    | Gimnàstic de Tarragona | 0–0 (4:3 p.) | Girona        |
| 2017-18                                                   | 29.ª edición | 2 de junio de 2018       | Municipal de la Bòbila, Gavá               | Cornellà               | 3–2          | Horta         |
| 2018-19                                                   | 30.ª edición | 1 de mayo de 2019        | Estadi municipal, Hospitalet de Llobregat  | Sant Andreu            | 2–0          | Vilafranca    |
| 2019-20                                                   | 31.ª edición | 9 de octubre de 2020     | Estadi Olímpic, Tarrasa                    | L'Hospitalet           | 0–0 (4:3 p.) | Llagostera    |
| 2020–2022 No disputada a causa de la Pandemia de COVID-19 |              |                          |                                            |                        |              |               |
| 2022-23                                                   | 32.ª edición | 15 de febrero de 2023    | Estadi municipal, Badalona                 | Andorra                | 1–0          | Badalona      |
| 2023-24                                                   | 33.ª edición | 20 de marzo de 2024      | Estadio municipal, Olot                    | Andorra                | 1–1 (4:2 p.) | Olot          |
| 2024-25                                                   | 34.ª edición | 23 de julio de 2025      | Nova Creu Alta, Sabadell                   | Girona                 | 0–0 (5:4 p.) | Espanyol      |

### Copa Cataluña Amateur
| Temporada | Edición                                         | Fecha                                           | Sede                                                    | Campeón                                         | Resultado                                       | Subcampeón                                      |
| --------- | ----------------------------------------------- | ----------------------------------------------- | ------------------------------------------------------- | ----------------------------------------------- | ----------------------------------------------- | ----------------------------------------------- |
| 1970-71   | 1.ª edición                                     | 20 de junio de 1971                             | Camp de fútbol Santa Coloma, Barcelona                  | Cerro                                           | 1–0                                             | Español Amateur                                 |
| 2014-15   | 2.ª edición                                     | 30 de agosto de 2014                            | Municipal de Les Planes, San Juan Despí                 | Manresa                                         | 3–0                                             | Sarrià                                          |
| 2015-16   | 3.ª edición                                     | 30 de agosto de 2015                            | Municipal Xevi Ramon, Vilasar de Mar                    | Suburense                                       | 1–0                                             | Folgueroles                                     |
| 2016-17   | 4.ª edición                                     | 28 de agosto de 2016                            | Municipal Germans Gonzalvo, Mollet del Vallès           | San Cristóbal                                   | 1–1 (3:2 p.)                                    | Sant Cugat Esport                               |
| 2017-18   | 5.ª edición                                     | 26 de agosto de 2017                            | Municipal de Borjas Blancas                             | Borges Blanques                                 | 3–2                                             | Parets                                          |
| 2018-19   | 6.ª edición                                     | 25 de agosto de 2018                            | Municipal Joan Capdevila, Tàrrega                       | Girona C                                        | 3–0                                             | El Catllar                                      |
| 2019-20   | 7.ª edición                                     | 24 de agosto de 2019                            | Estadi municipal de Futbol Palamós-Costa Brava, Palamós | Parets                                          | 2–2 (4:2 p.)                                    | Cubelles                                        |
| 2020–2022 | No disputada a causa de la Pandemia de COVID-19 | No disputada a causa de la Pandemia de COVID-19 | No disputada a causa de la Pandemia de COVID-19         | No disputada a causa de la Pandemia de COVID-19 | No disputada a causa de la Pandemia de COVID-19 | No disputada a causa de la Pandemia de COVID-19 |
| 2022-23   | 8.ª edición                                     | 3 de septiembre de 2022                         | Complex Esportiu Mpal. Sagnier, El Prat de Llobregat    | Sabadell B                                      | 4–0                                             | Vilobí                                          |

(pp): resuelta en la tanda de penaltis

## Palmarés

### Copa Cataluña absoluta
| Equipo                  | Títulos | Años campeón                                   | Subtítulos | Años subcampeón                                         |
| ----------------------- | ------- | ---------------------------------------------- | ---------- | ------------------------------------------------------- |
| F. C. Barcelona         | 8       | 1991, 1993, 2000, 2004, 2005, 2007, 2013, 2014 | 9          | 1996, 1997, 1998, 2001, 2002, 2006, 2008, 2010(1), 2011 |
| R. C. D. Espanyol       | 6       | 1995, 1996, 1999, 2006, 2010, 2011             | 9          | 1993, 1994, 2004, 2005, 2007, 2009, 2013, 2014, 2025    |
| F. C. Andorra           | 3       | 1994, 2023, 2024                               | 0          | --                                                      |
| C. E. Europa            | 3       | 1997, 1998, 2015                               | 0          | --                                                      |
| Nàstic de Tarragona     | 3       | 2008, 2012, 2017                               | 0          | --                                                      |
| Terrassa F. C.          | 2       | 2002, 2003                                     | 2          | 1985, 1986                                              |
| C. E. Manresa           | 2       | 1985, 1986                                     | 1          | 1984                                                    |
| U. E. Sant Andreu       | 2       | 2009, 2019                                     | 1          | 1988                                                    |
| C. F. Lloret            | 2       | 1987, 1988                                     | 0          | --                                                      |
| Girona F. C.            | 1       | 2025                                           | 2          | 2015, 2017                                              |
| Palamós C. F.           | 1       | 1992                                           | 1          | 1995                                                    |
| C. E. Sabadell          | 1       | 2016                                           | 1          | 1991                                                    |
| C. E. L'Hospitalet      | 1       | 2020                                           | 1          | 2010(1)                                                 |
| F. C. Barcelona Amateur | 1       | 1984                                           | 0          | --                                                      |
| C. D. Blanes            | 1       | 1990                                           | 0          | --                                                      |
| C. F. Balaguer          | 1       | 2001                                           | 0          | --                                                      |
| U. E. Cornellà          | 1       | 2018                                           | 0          | --                                                      |
| U. E. Lleida            | 0       | --                                             | 2          | 1992, 1999                                              |
| C. P. San Cristóbal     | 0       | --                                             | 1          | 1987                                                    |
| U. D. A. Gramenet       | 0       | --                                             | 1          | 1990                                                    |
| C. E. Mataró            | 0       | --                                             | 1          | 2000                                                    |
| C. F. Gavà              | 0       | --                                             | 1          | 2003                                                    |
| A. E. C. Manlleu        | 0       | --                                             | 1          | 2012                                                    |
| F. C. Barcelona B       | 0       | --                                             | 1          | 2016                                                    |
| U. A. Horta             | 0       | --                                             | 1          | 2018                                                    |
| F. C. Vilafranca        | 0       | --                                             | 1          | 2019                                                    |
| U.E. Llagostera         | 0       | --                                             | 1          | 2020                                                    |
| C.F. Badalona           | 0       | --                                             | 1          | 2023                                                    |
| U.E. Olot               | 0       | --                                             | 1          | 2024                                                    |

(1) Tanto FC Barcelona como CE Hospitalet fueron finalistas al jugarse a tres la edición de 2010
- Incluidos los títulos no oficiales de las ediciones de la Copa Generalitat (en cursiva)

### Copa Cataluña amateur
| Equipo                  | Títulos | Años campeón | Subtítulos | Años subcampeón |
| ----------------------- | ------- | ------------ | ---------- | --------------- |
| C. F. Parets            | 1       | 2019         | 1          | 2017            |
| Club Deportivo Cerro    | 1       | 1971         | 0          | --              |
| C. E. Manresa           | 1       | 2014         | 0          | --              |
| C. F. Suburense         | 1       | 2015         | 0          | --              |
| C. P. San Cristóbal     | 1       | 2016         | 0          | --              |
| C. F. Borges Blanques   | 1       | 2017         | 0          | --              |
| Girona F. C. C          | 1       | 2018         | 0          | --              |
| C. E. Sabadell B        | 1       | 2022         | 0          | ----            |
| RCD Espanyol Amateur    | 0       | --           | 1          | 1971            |
| C. P. Sarrià            | 0       | --           | 1          | 2014            |
| C. F. Folgueroles       | 0       | --           | 1          | 2015            |
| F. C. Sant Cugat Esport | 0       | --           | 1          | 2016            |
| C. E. El Catllar        | 0       | --           | 1          | 2018            |
| C. F. Cubelles          | 0       | --           | 1          | 2019            |
| C. F. Vilobí            | 0       | --           | 1          | 2022            |